# Premuda
Premuda je otok u hrvatskom dijelu Jadranskog mora i pripada zadarskom otočju. Otok Premuda dug je 9 km i do 1 km širok a zauzima površinu od oko 9,2 km². Nalazi se jugo-zapadno od otoka Silbe i sjeverozapadno od otoka Škarde, te je najzapadniji otok koji pripada zadarskim otocima. Otok je obrastao crnikom i niskim raslinjem, te maslinama koje se u zadnje vrijeme sve više uređuju. Premuda ima dvije luke, sjevernu Loza i južnu u kojoj je sagrađeno novo trajektno pristanište Krijal.
Na otoku se nalazi istoimeno mjesto Premuda, koje ima oko 64 stalnih stanovnika, ali na otoku u pravilu zimi bude do 100 stanovnika dok se ljeti taj broj kreće oko 300. Stalni stanovnici su većinom umirovljenici, dok se par mlađih osoba bavi ribarstvom, stočarstvom, te turizmom. Na otoku preko zime radi trgovina, pošta i škola, a preko ljeta je otvorena i trgovina u luci Krijal, te tri restorana i caffe bar. Većina stanovnika Premude je otišla početkom 20. stoljeća trbuhom za kruhom u inozemstvo (većinom u Ameriku) ili u veće hrvatske gradove. Premuda je povezana svakodnevnom brzobrodskom vezom sa Zadrom, te u zimskom periodu tri puta tjedno s trajektom (u ljeti svakodnevno). Na otoku postoji određen broj apartmana i soba za iznajmljivanje, pa se broj turista iz godinu u godinu povećava.
Premuda je također atraktivna destinacija nautičarima i roniocima. U blizini Premude postoje brojne atraktivne lokacije za ronjenje kao sto je popularna "katedrala" sustav špilja, koja očarava svojom ljepotom. Olupina broda Szent István je dostupna samo najiskusnijim roniocima.
Otok je oslobođen za Domovinskog rata od velikosrpske okupacije kad se 6. rujna 1991. JRM povukla iz baze na otoku Premudi.

## Vanjske poveznice
|  | Zajednički poslužitelj ima još gradiva o temi Premuda |